# 1814 en musique
| \| • Retour à la chronologie générale de la musique populaire • \| |
| XXIe siècle • XXe siècle • XIXe siècle • XVIIIe siècle XVIIe siècle • XVIe siècle • XVe siècle • XIVe siècle XIIIe siècle • XIIe siècle • XIe siècle • Xe siècle IXe siècle • VIIIe siècle • Haut Moyen Âge • Rome • Grèce |
| • Retour à la chronologie générale de la musique populaire • |

| • Retour à la chronologie générale de la musique populaire • |

| Années de la musique populaire : 1811 - 1812 - 1813 - 1814 - 1815 - 1816 - 1817    |
| Décennies de la musique populaire : 1780 - 1790 - 1800 - 1810 - 1820 - 1830 - 1840 |

## Événements
- Francis Scott Key écrit le poème The Star-Spangled Banner lors de la Bataille de Baltimore aux États-Unis ; cette pièce va devenir l'hymne national américain.
- Au Japon, Kiyomoto Enjyudayu (清元延寿太夫) commence à jouer le style Kiyomotobushi (清元節) du jōruri (浄瑠璃), une musique narrative utilisant le shamisen (三味線).

## Naissances
- 6 novembre : Adolphe Sax, facteur d'instruments belge, inventeur du saxophone († 7 février 1894).

## Décès
- 4 octobre : André-Antoine Ravrio, bronzier et goguettier français (° 23 octobre 1759).